# Thomas Dürst
Thomas Dürst (* 22. Juni 1967 in München) ist ein ehemaliger deutscher Radsportler, der sowohl im Straßen- als auch im Bahnradsport aktiv war.

## Sportliche Laufbahn
Dürst begann seine Sportkarriere beim RV Sturmvogel München 1922. Mit dessen U-15-Mannschaft gewann er 1980 die bayerische Meisterschaft im Mannschaftszeitfahren. Später konzentrierte er sich auf den Bahnradsport und wurde 1984 Zweiter der deutschen Junioren-Meisterschaften im Zweier-Mannschaftsfahren.
Einen zweiten und einen dritten Platz errang Dürst, der inzwischen bei der Sportfördergruppe der Bundeswehr in Neubiberg trainierte, 1987 bei den deutschen Amateur-Meisterschaften in der Einer- bzw. Mannschaftsverfolgung. Dürst bestritt einige Sechstagerennen für Amateure und gewann dabei 1988 in München. 1988 krönte er seine Bahnradsport-Laufbahn mit der Deutschen Meisterschaft der Amateure in der Einerverfolgung. Bei den 1988er Olympischen Sommerspielen in Seoul gehörte Dürst zur deutschen Radsportmannschaft und wurde bei den Bahnradkämpfen in der 4000-m-Verfolgung eingesetzt. In der Einerverfolgung kam er nicht unter die besten Acht, mit dem deutschen Vierer wurde er in der Mannschaftsverfolgung Zehnter. Im selben Jahr verstärkte der 1,80 Meter große Dürst seine Aktivitäten auch wieder bei Straßenrennen. Zu seinen Straßen-Erfolgen dieses Jahres zählen der Gewinn der Amateurversion des belgischen Etappenrennens Ronde van Limburg sowie der dritte Platz bei der Berliner Etappenfahrt. Dürst fuhr in dieser Zeit für den Verein „BRC Opel-Schüler Berlin“.
1989 gab Dürst mit einem Vertrag beim niederländischen Radsportteam Panasonic-Isostar seinen Einstand im Berufsfahrerlager. Höhepunkt der Saison war die Teilnahme an der Straßenweltmeisterschaft in Frankreich, bei der er allerdings mit Platz 41 nur Vorletzter wurde. Die beste Platzierung seines ersten Profijahres erreichte er mit Platz neun beim belgischen Eintagesrennen Druivenkoers-Overijse. Jeweils zweimal konnte er sich bei den traditionsreichen Rennen Tour de Suisse (1989 70., 1990 44.) und Paris–Tours (1989 129., 1990 109.) platzieren. Bei der Mittelmeer-Rundfahrt 1990 erreichte er einen Etappensieg, fuhr die Tour aber nicht zu Ende. 1991 wechselte Dürst zum niederländischen Team PDM-Concorde und erzielte mit Platz sechs beim Druivenkoers-Overijse sein bestes Resultat. Seine letzte Profisaison fuhr Dürst 1992, bei der er mit zwei vierten Plätzen beim Rund um Köln und beim Grand Prix Cholet-Pays de la Loire nur knapp das Siegerpodest verpasste.
Nach Ende seiner professionellen Sportlerkarriere arbeitete Dürst als Sportjournalist und Physiotherapeut und nahm 2001 ein Studium der Psychologie auf, das er nach Immatrikulation an der Ludwig-Maximilians-Universität München und der Freien Universität Berlin abschloss. Er lebt in Berlin und arbeitet als Psychotherapeut.
Sein Vater Peter Dürst arbeitete als Requisiteur in Film und Fernsehen.